# The Face on the Bar-Room Floor
The Face on the Bar-Room Floor er en amerikansk stumfilm fra 1923 af John Ford.

## Medvirkende
- Henry B. Walthall som Robert Stevens
- Ruth Clifford som Marion Trevor
- Ralph Emerson som Dick Von Vleck
- Frederick Sullivan som Thomas Waring
- Alma Bennett som Lottie
- Norval MacGregor
- Michael Dark som Henry Drew
- Gus Saville